# أتيكاميكو
الأتيكاميكو Atikamekw هم السكان الأصليين للمنطقة التي يسمونها نيتاسكينان Nitaskinan («أرضنا»)، في أعالي وادي نهر سان موريس في كيبيك (حوالي 300 كيلومتر (190 ميل) إلى الشمال من مونتريال)، كندا. يبلغ عدد سكانها حاليا حوالي 7000 نسمة. ومن أهم تجمعاتهم السكنية هي بلدة ماناوان، حوالي 160 كيلومتر (99 ميل) شمال شرق مونتريال. وتعتمد القبيلة على الزراعة وكذلك صيد الأسماك، والصيد وجمع الثمار. لديهم علاقات تقليدية وثيقة مع شعب إينو، والذين كانوا حلفاءهم التاريخيين ضد الإنويت.
لغة الأتيكاميكو، وهي متفرعة من لغة كري من لغات الألغونكين، لا تزال قيد الاستخدام اليومي، ما يجعلها بالتالي بين اللغات الأصلية غير المهددة بالانقراض. ولكن تم تخصيص جزء كبير من أراضيهم لشركات الخشب وانقرض تقريبا أسلوب حياتهم القديم الخاص بهم. يعني اسمهم حرفيا «السمك الأبيض». وأشار إليهم المستعمرون الفرنسيون باسم تيت-دو-بولس، ومعناه «الرؤوس الكروية» أو «الرؤوس المستديرة».
وهناك عدد قليل من العائلات لا تزال تكسب رزقها من صنع السلال التقليدية من لحاء البتولا والزوارق.